# Shams-ol-Emareh
Shams-ol-Emareh (em árabe: شمس‌العماره) é um dos edifícios históricos deTeerã e um remanescente da Dinastia Cajar. É um dos edifícios mais proeminentes no lado leste do Palácio do Gulistão. Foi construído por volta de 1830. É notável pela sua altura, decoração e design.
O Shams-ol-Emareh possui 35 metros de altura em cinco andares. Na época de sua construção, era o edifício mais alto em Teerã, e o primeiro edifício em estrutura de metal. Todos os pilares nos andares superiores são de ferro fundido. O Shams-ol-Emareh foi o símbolo de Teerã antes de Sar dar Baghe Melli (Bagh-e Melli) ser construído.

## História

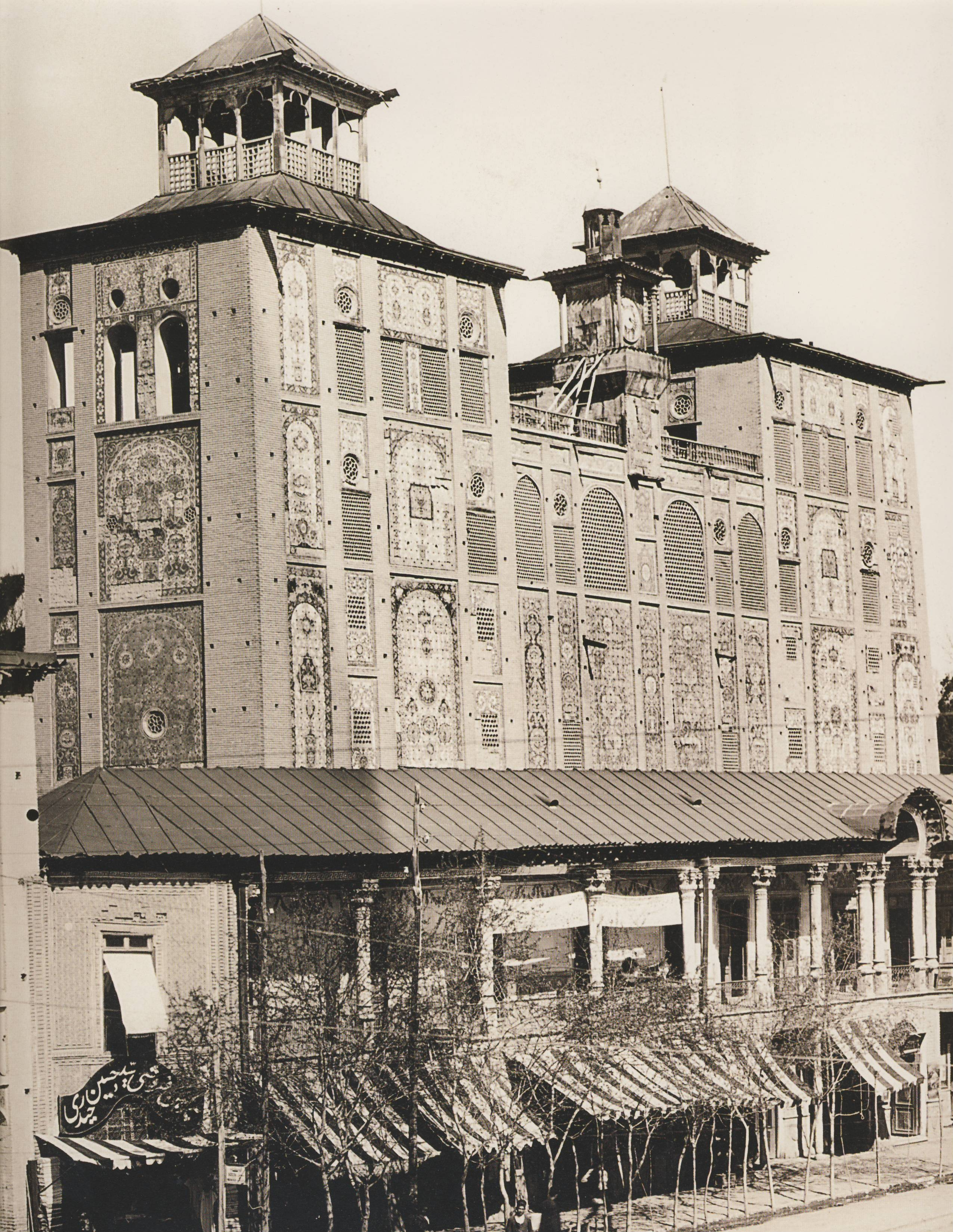
Shams-ol-Emareh no passado

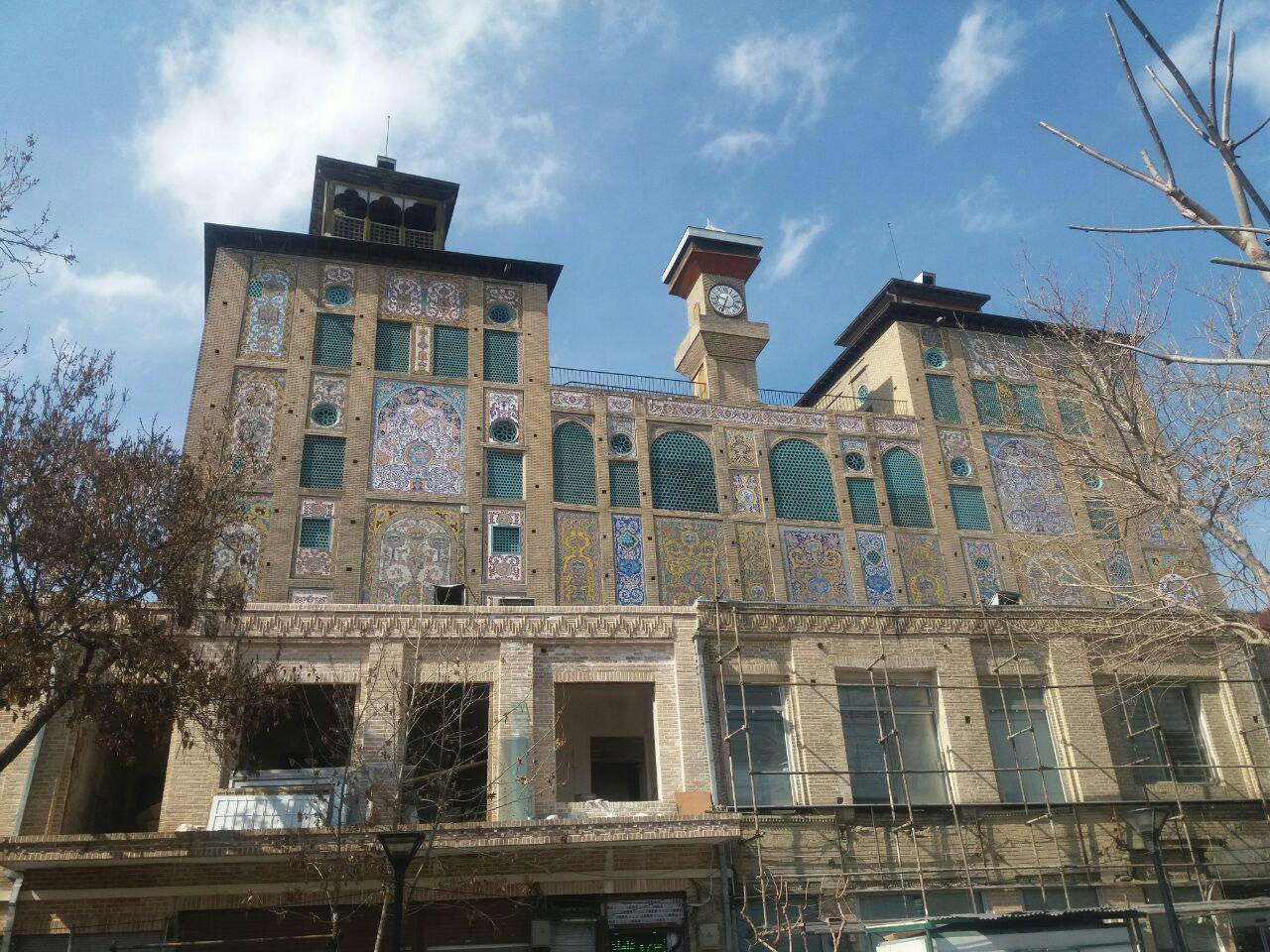
Shams-ol-Emareh - Hoje

Antes de sua visita à Europa, Naceradim Xá Cajar, o quarto rei da Dinastia Cajar, desejava construir uma mansão em sua capital para competir com Palácio de Ali Capu em Isfahan. Um edifício alto que ele poderia estar em seu telhado e ver toda a Teerã. Por sua ordem, a construção do Shams-ol-Emareh foi iniciada no ano de 1865 e foi concluída em dois anos. Naceradim Xá Cajar levou seus convidados para o telhado do edifício para ver a capital. O engenheiro foi Moayer al Mamalek e o arquiteto foi Ali Maomé Caxi. O estilo da construção é uma combinação do tradicional e do Irã e da arquitetura Ocidental.

## A Porta dos Ministros
Os ministros de Cajar costumava realizar sua reuniões de gabinete neste edifício. Membros do gabinete entravam e saiam por portas determinadas, assim o nome de porta dos ministros. A carruagem do Primeiro-Ministro, com os seus sete guardas-costas, sempre parava em frente a esta porta. Esta é a única porta que mantém a fachada em estilo original.

## Estilo
O edifício tem duas torres na mesma forma. Ladrilhos e janela são no estilo iraniano, em parte, beneficiado da arquitetura ocidental.

## Salas
Primeiro andar contém a varanda do rei e salão coberto com excelentes espelhos minimalista, possui quartos nos lados que juntos se assemelham a brincos numa face humana. Todas as partes contam com decorações interessantes. Estes pequenas salas, com decorações reticulares, desenhos e espelhamento, também podem ser visto em outros andares.

## Decorações

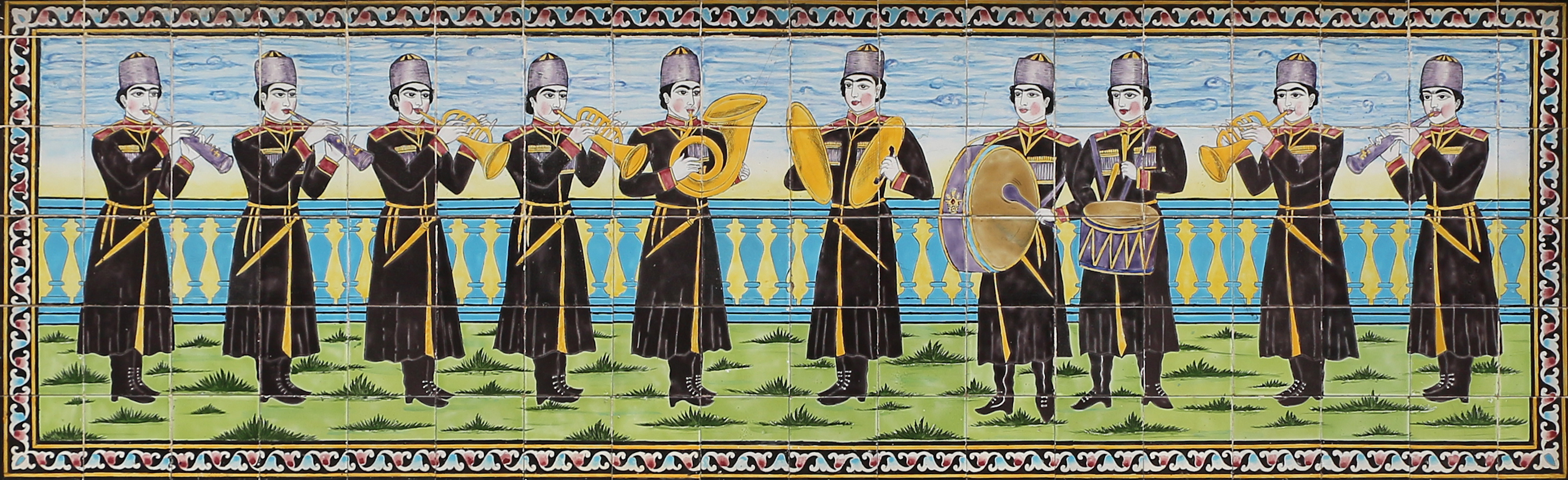
Um exemplo de azulejos no pórtico do edifício principal

O chão da varanda do rei e as fachadas são decoradas com ladrilhos de sete cores lado a lado no estilo Cajar . Os ladrilhos mostram desenhos da natureza da Europae arquitetura ocidental, mas a estola é iraniana. 
As bases dos pilares de mármore estão decoradas com plantas e faces de animais. Parece que estes desenhos pertencem a diferentes épocas.

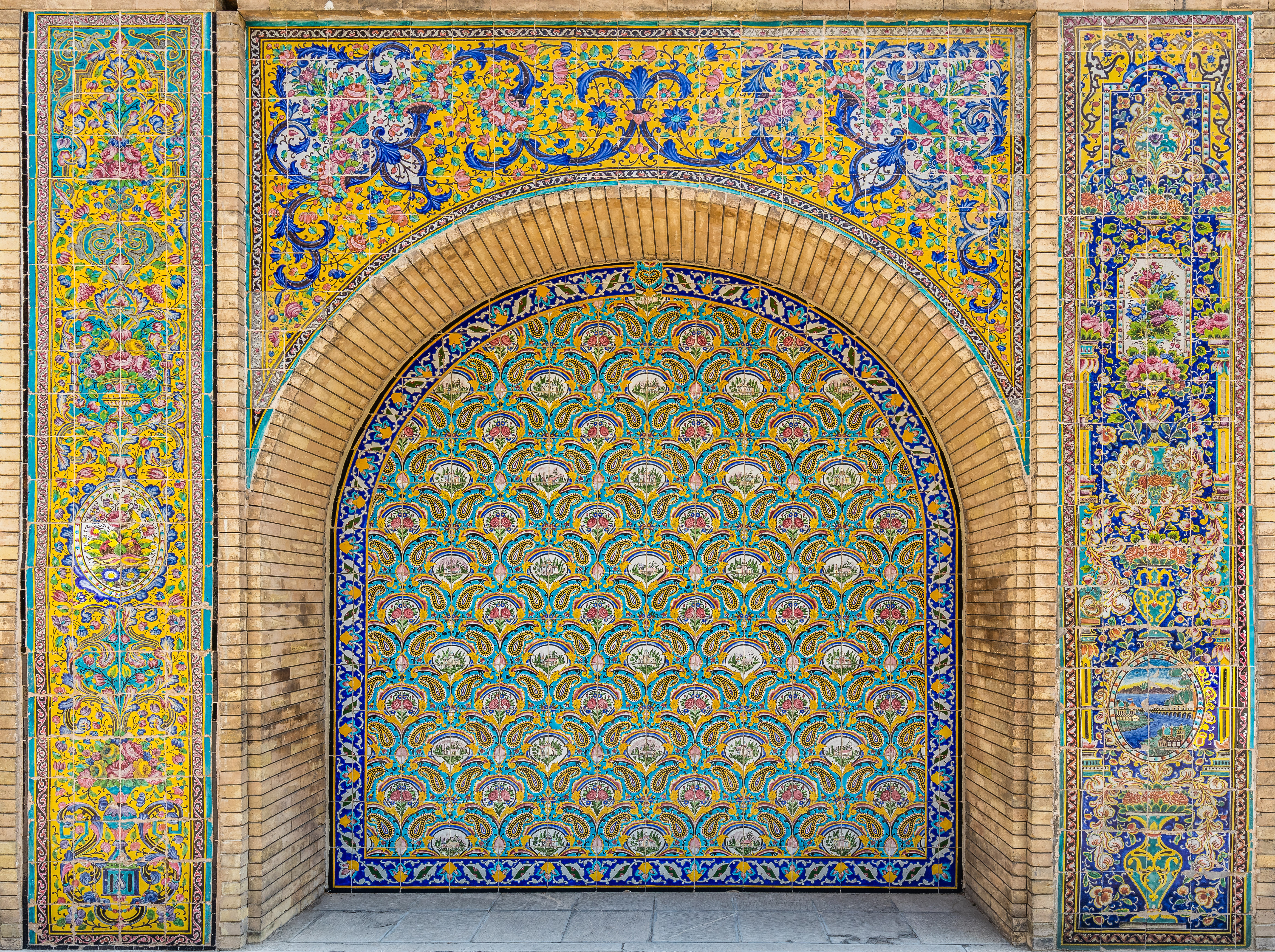
Um ladrilho em uma parede de Shams-ol-Emareh no Palácio de Gulistão

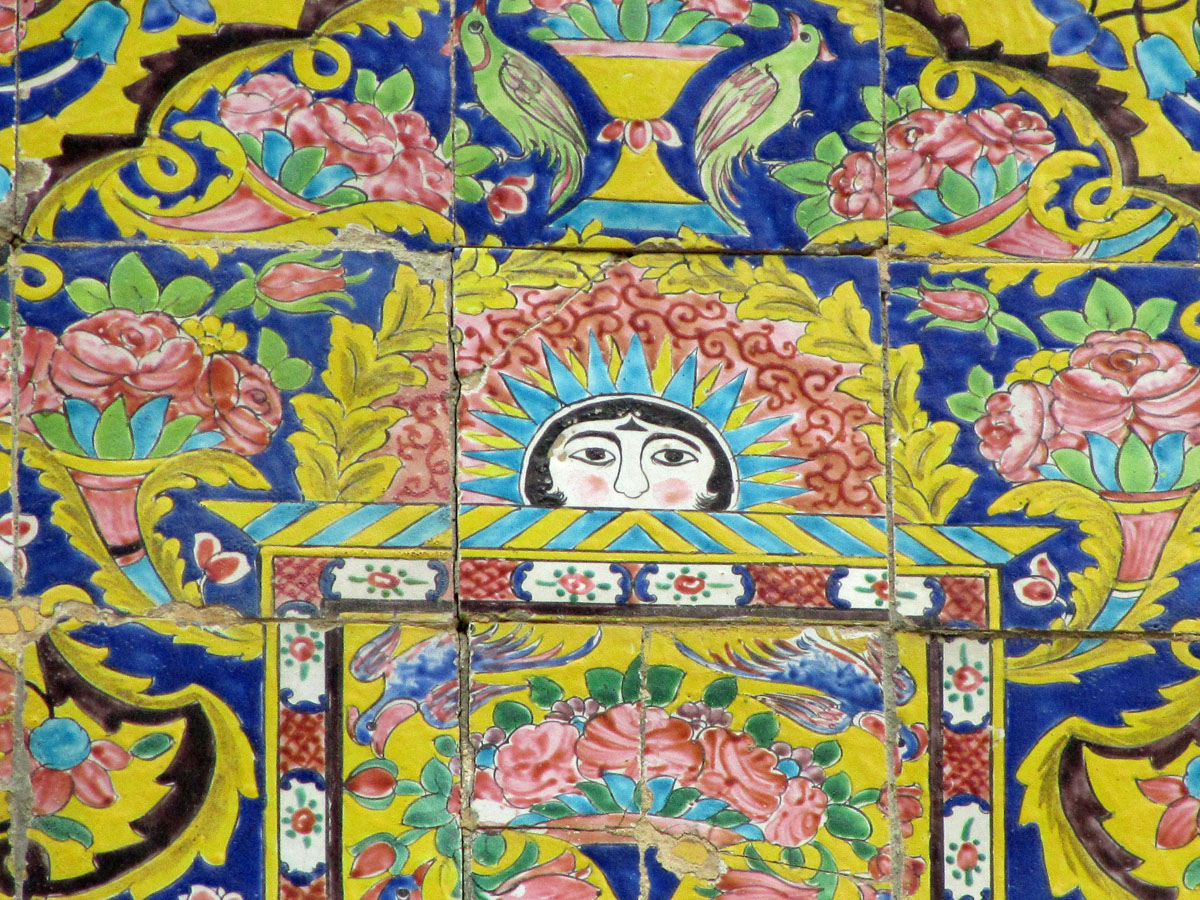
Ladrilhos de sete de cores
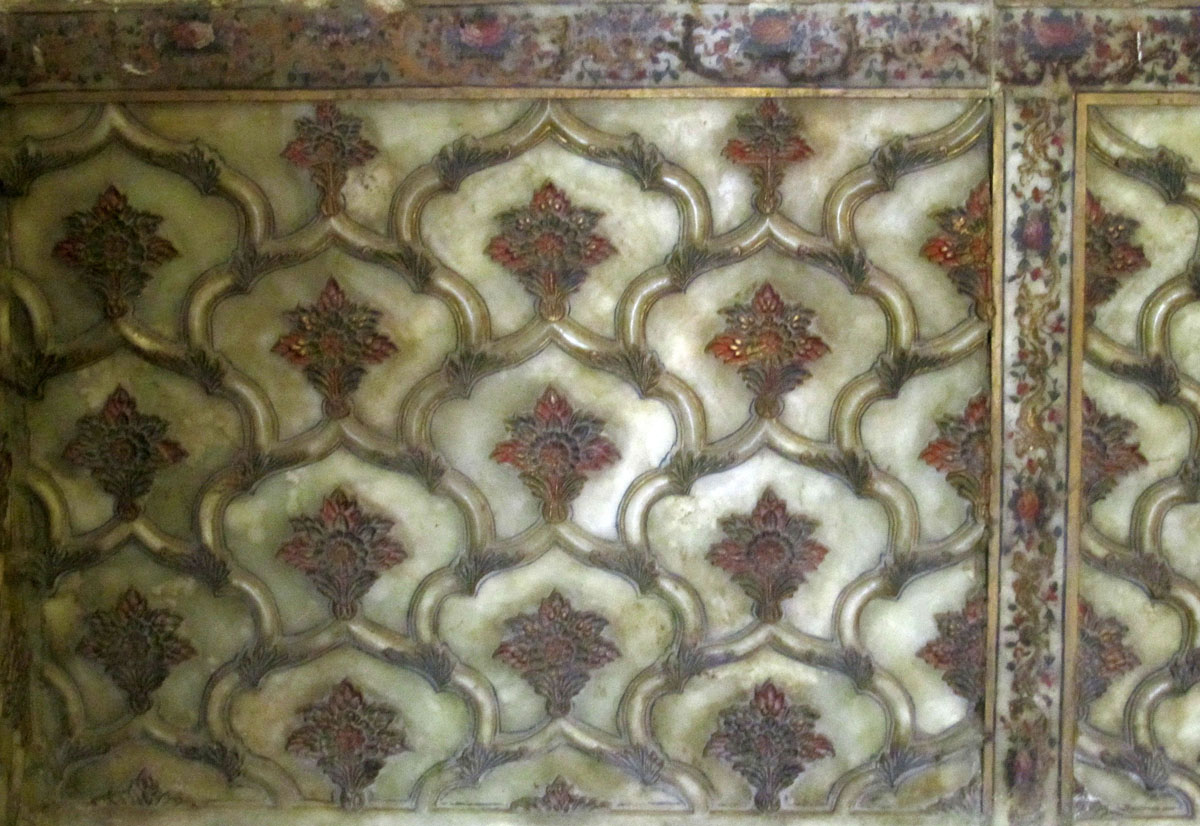
Rés do chão
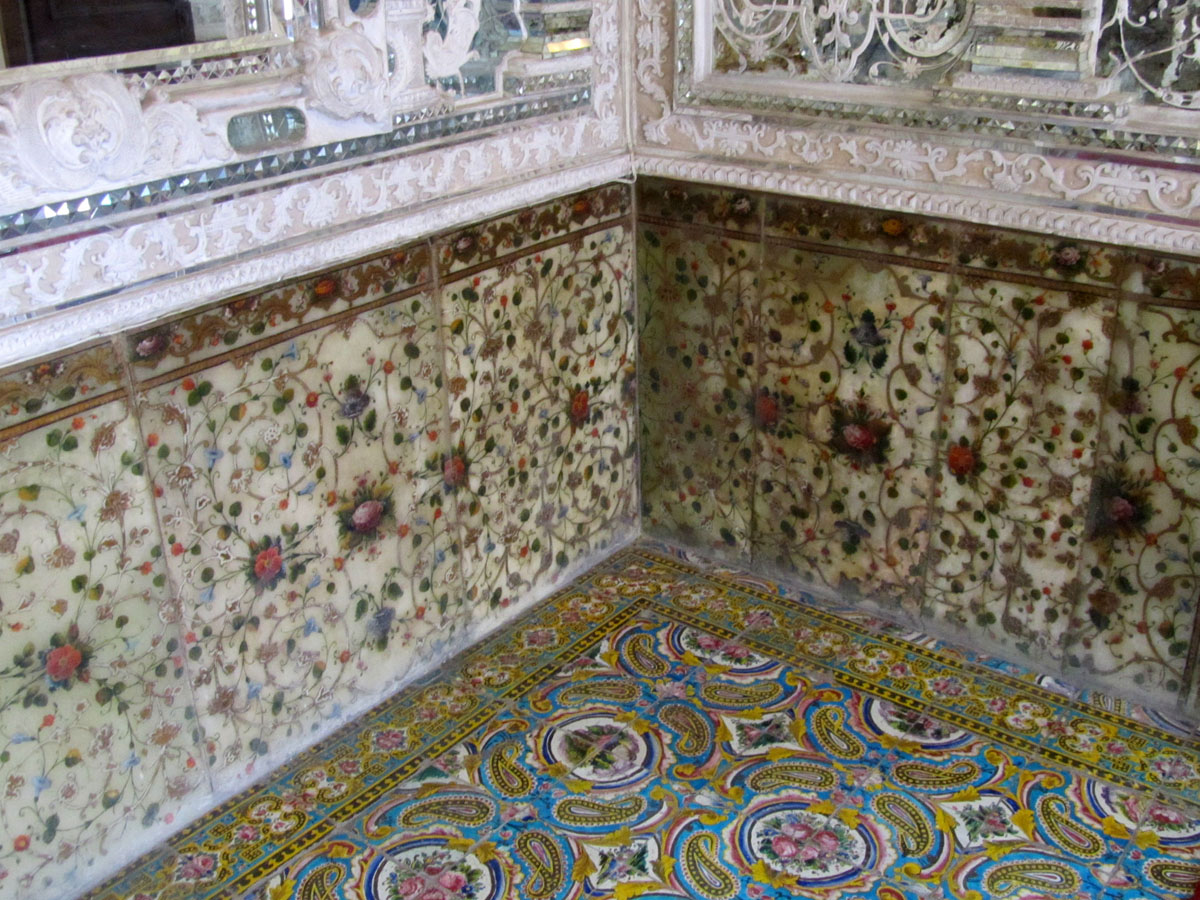
Rés do chão
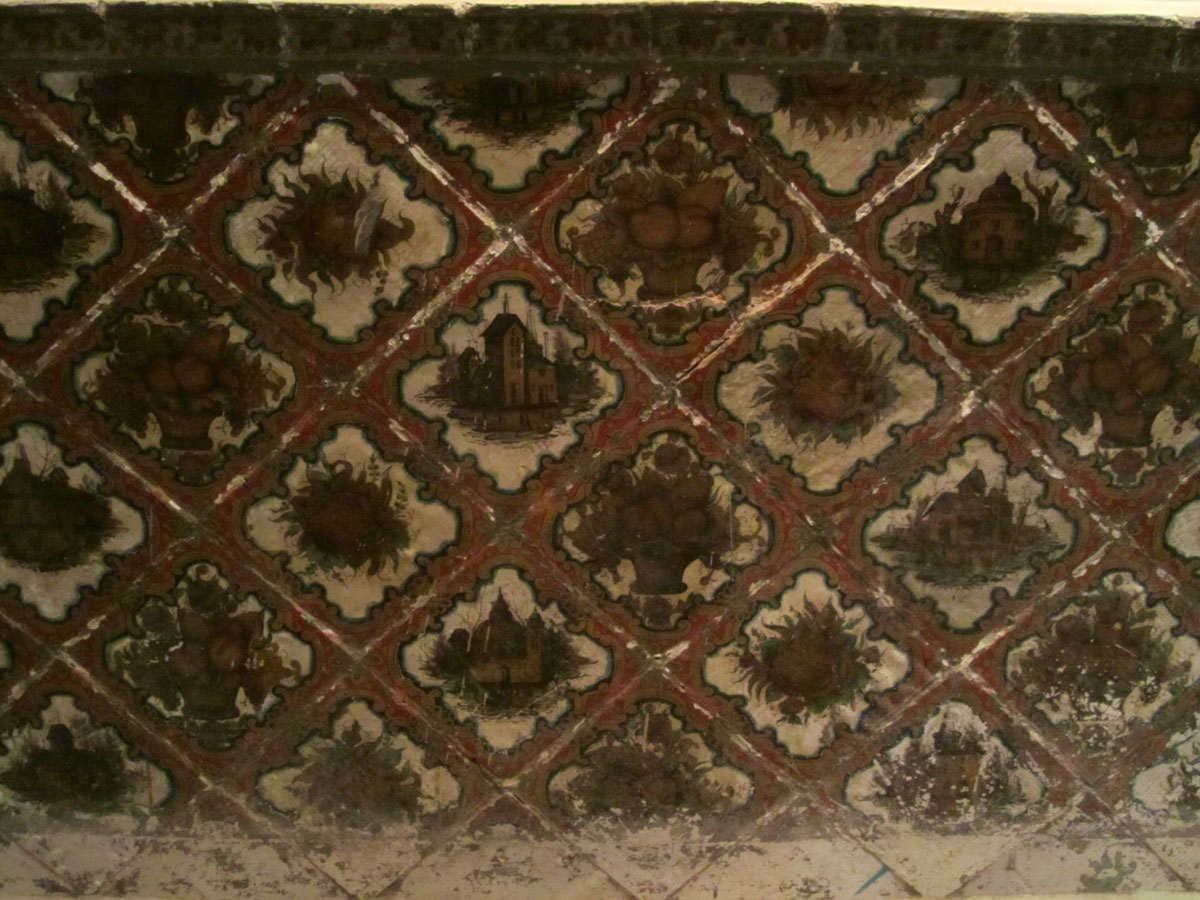
Rés do chão

## O relógio de Shams-ol-Emareh
Este relógio foi um presente da Rainha Victoria, da Inglaterra para o palácio de Naceradim Xá Cajar. O palácio foi construído em estilo europeu e se distinguia entre todos os edifícios adjacentes ao Palácio do Gulistão. O relógio foi montado no topo de Shams-ol-Emareh assim como para informar a todo o povo da pequena cidade de Teerã a passagem do tempo. O som alto do relógio, no entanto, levou os ocupantes do palácio a reclamar. O Xá, finalmente, pediu para diminuir o seu som. O trabalho no relógio, no entanto, não surtiu efeito, e o relógio foi então silenciado. O relógio permaneceu em silêncio por mais de uma centena de anos. Este silêncio, finalmente, terminou em 12 de novembro de 2012, após os reparos terem sido concluídos. O sino do relógio soou novamente.

## Reparos
O Shams-ol-Emareh passou por um período de reparos que foi concluída em 1997. Em 1999, o piso térreo foi aberto ao público.

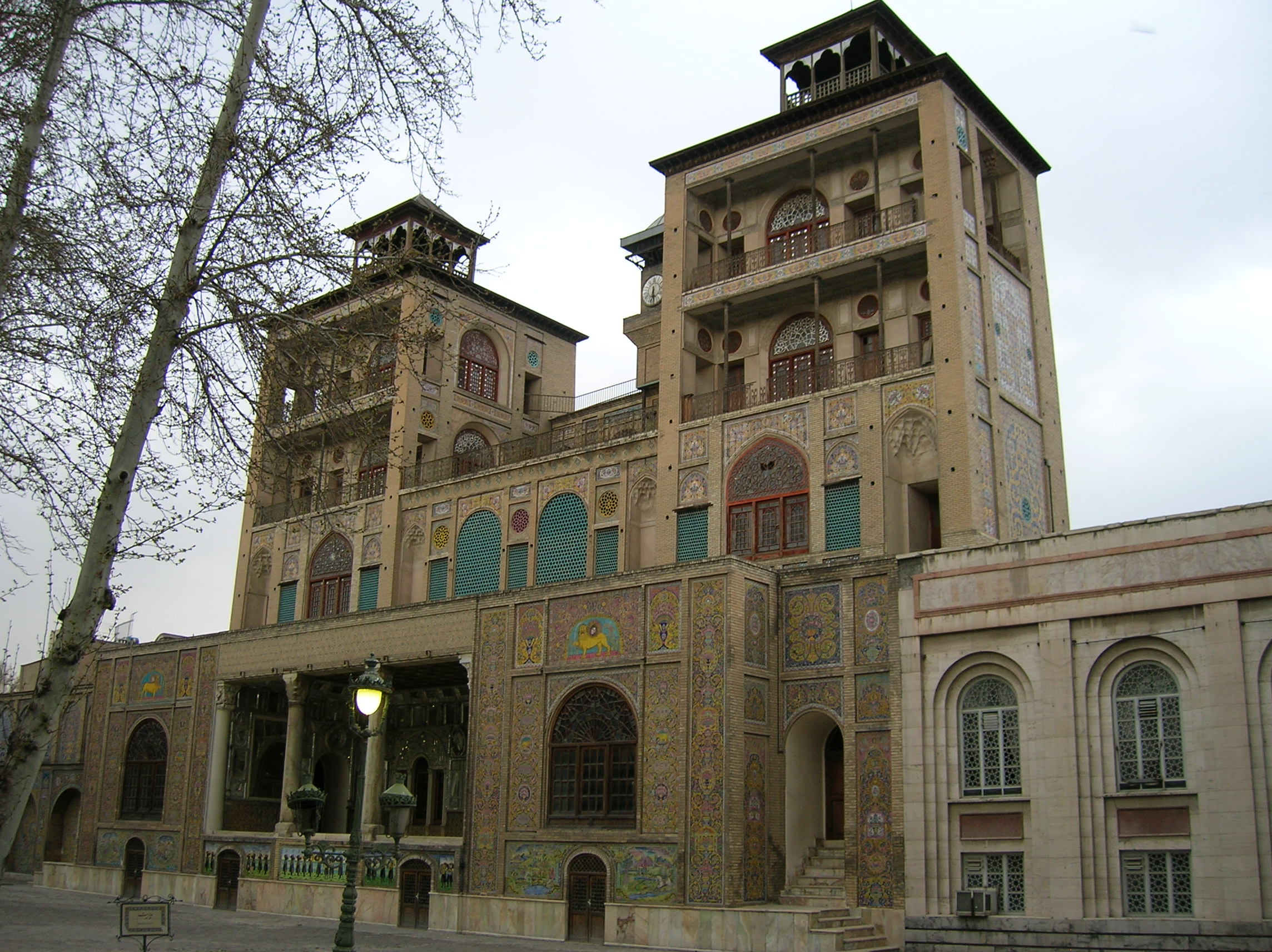
shams-ol-Emareh vista do palácio)
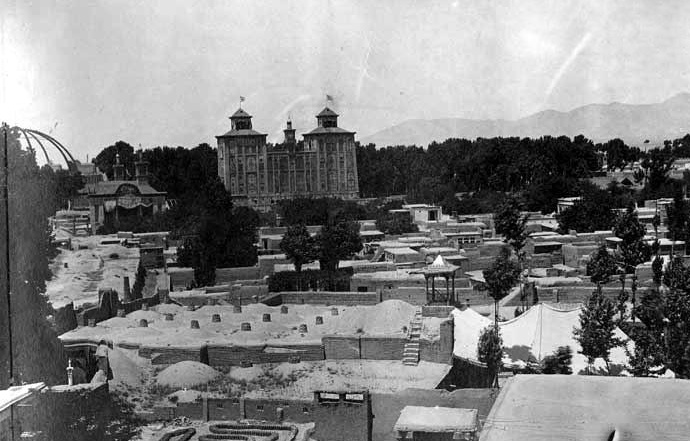
Vista da rua adjacente
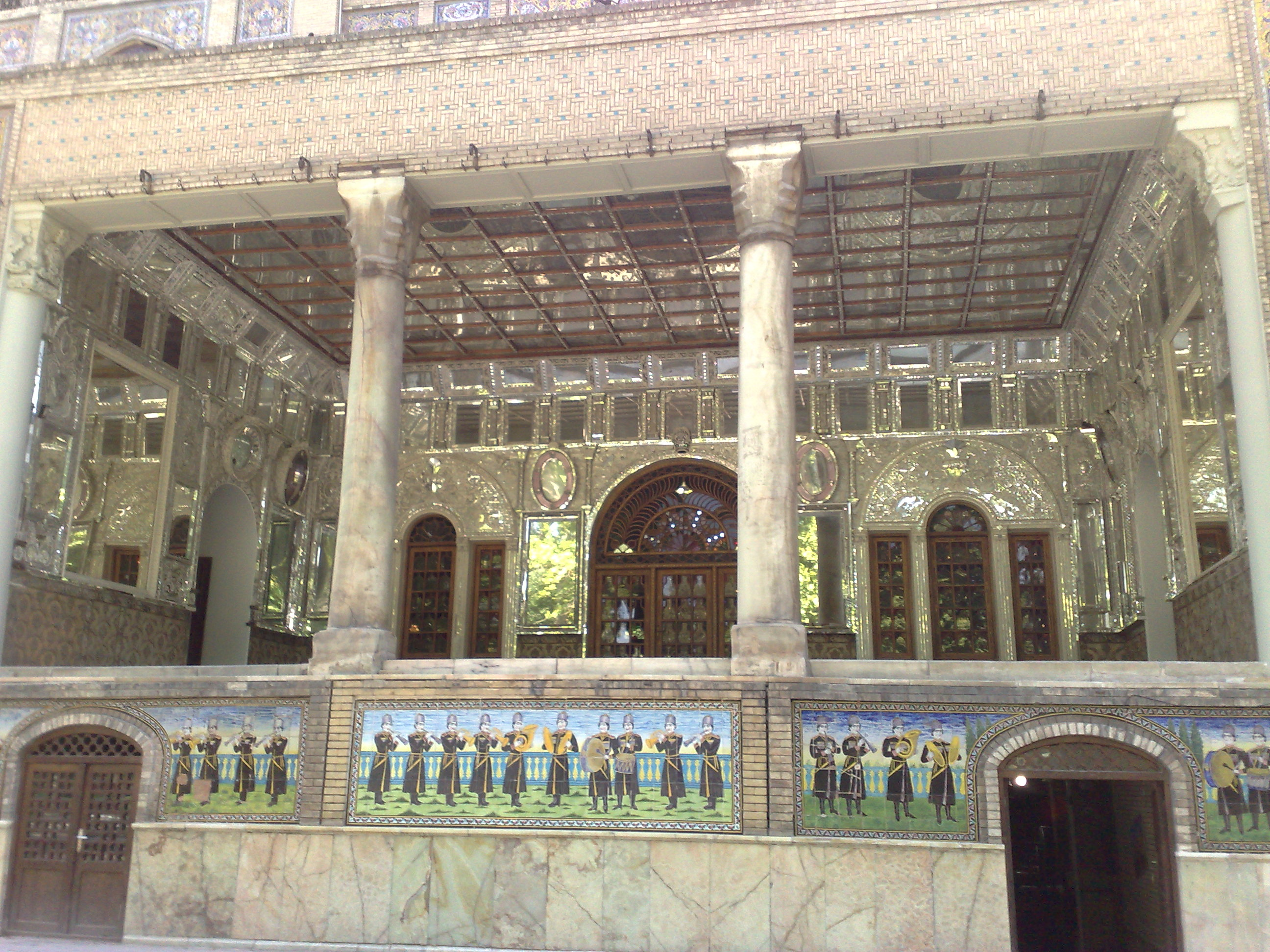
shams-ol-Emareh - alpendre
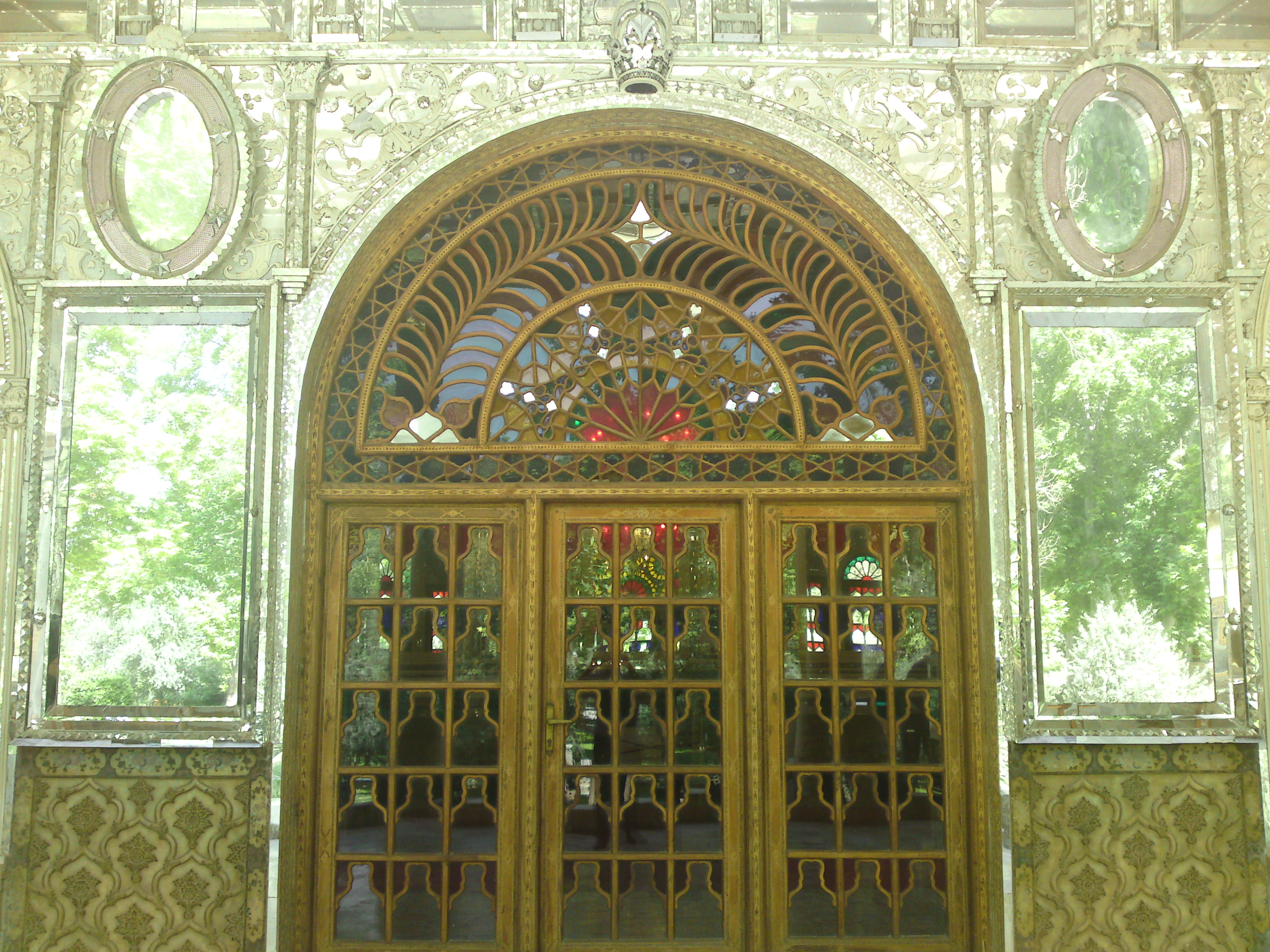
windows para o palácio
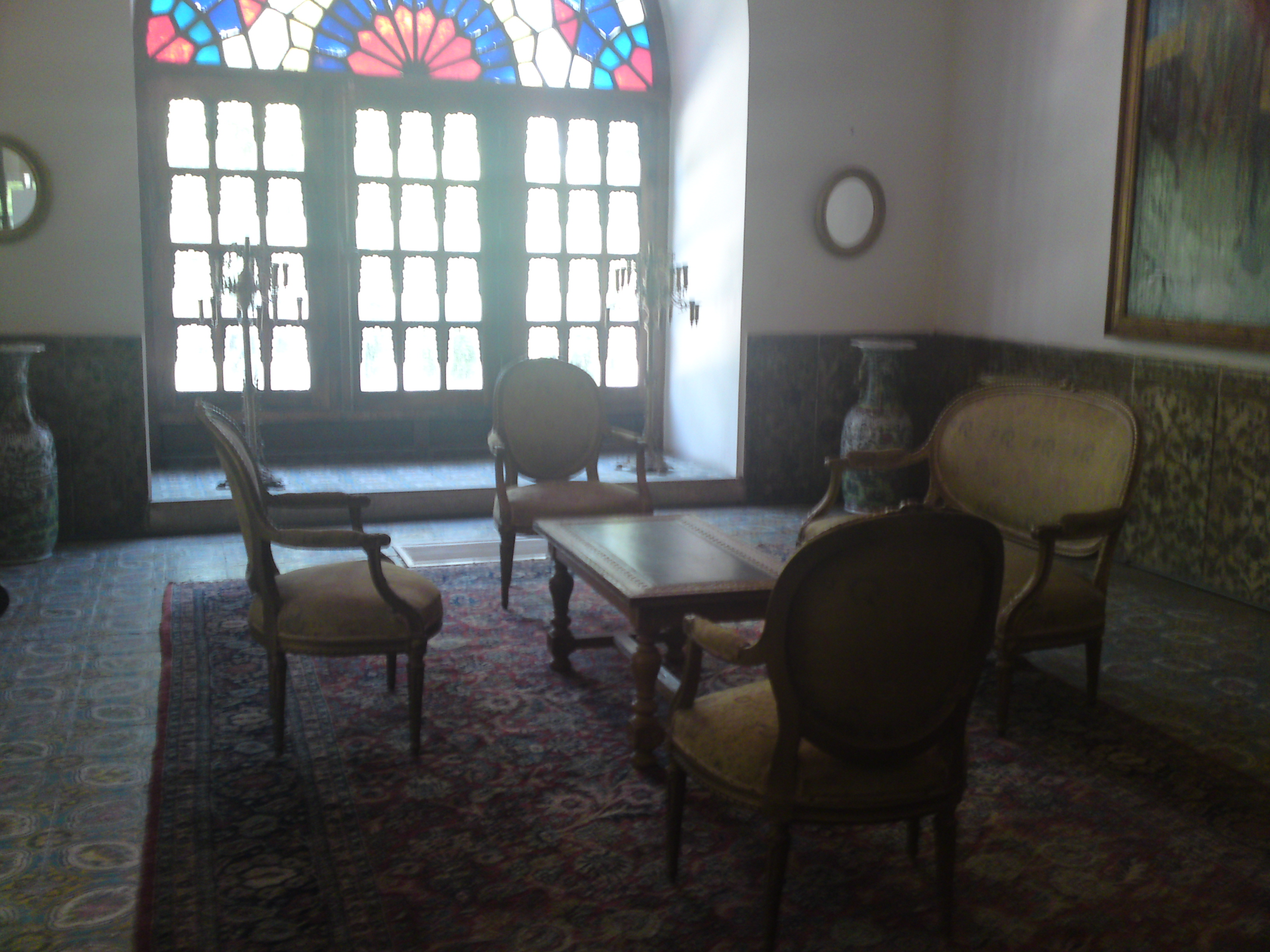
uma das salas
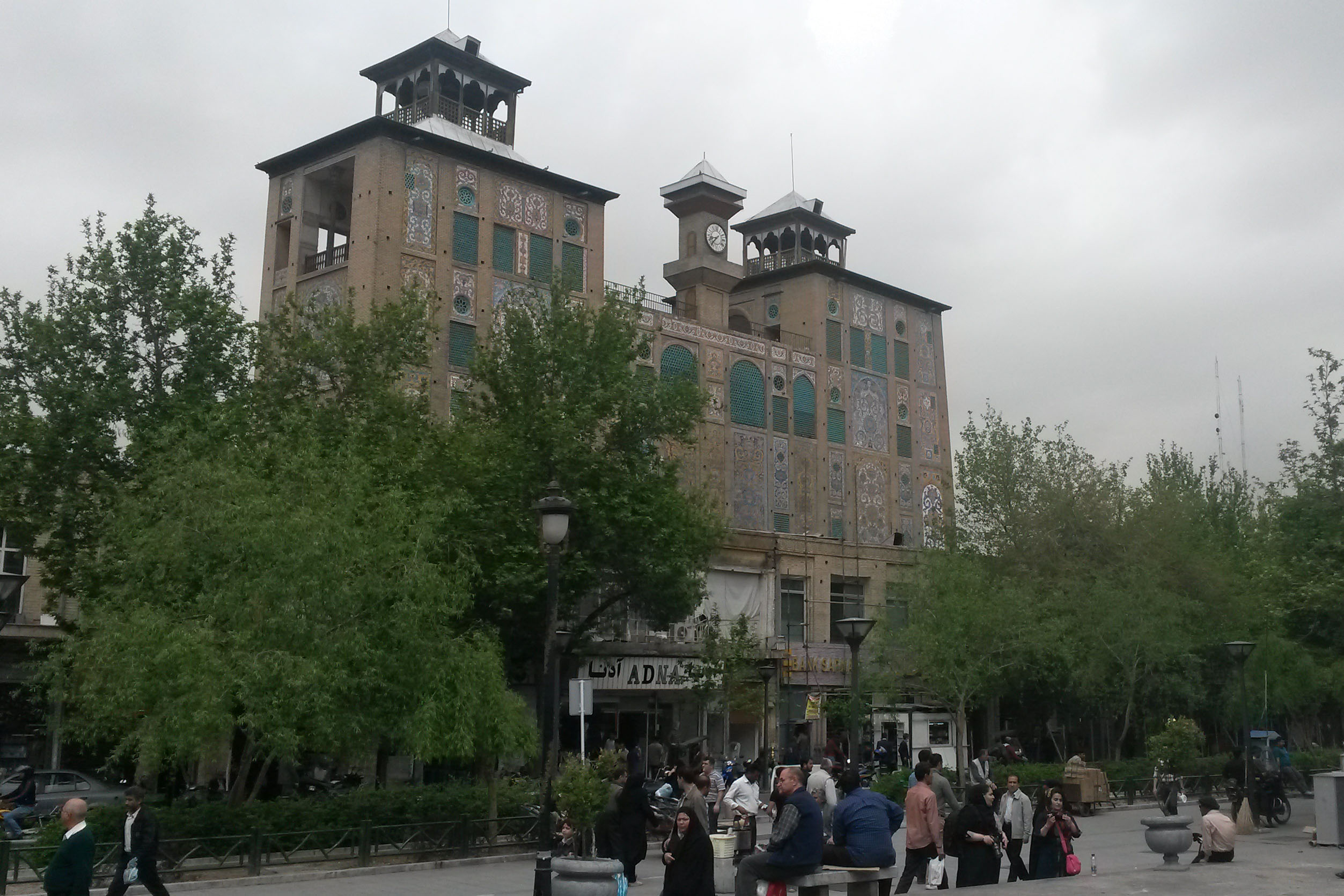
Um modo de exibição de Shams-ol-Emareh
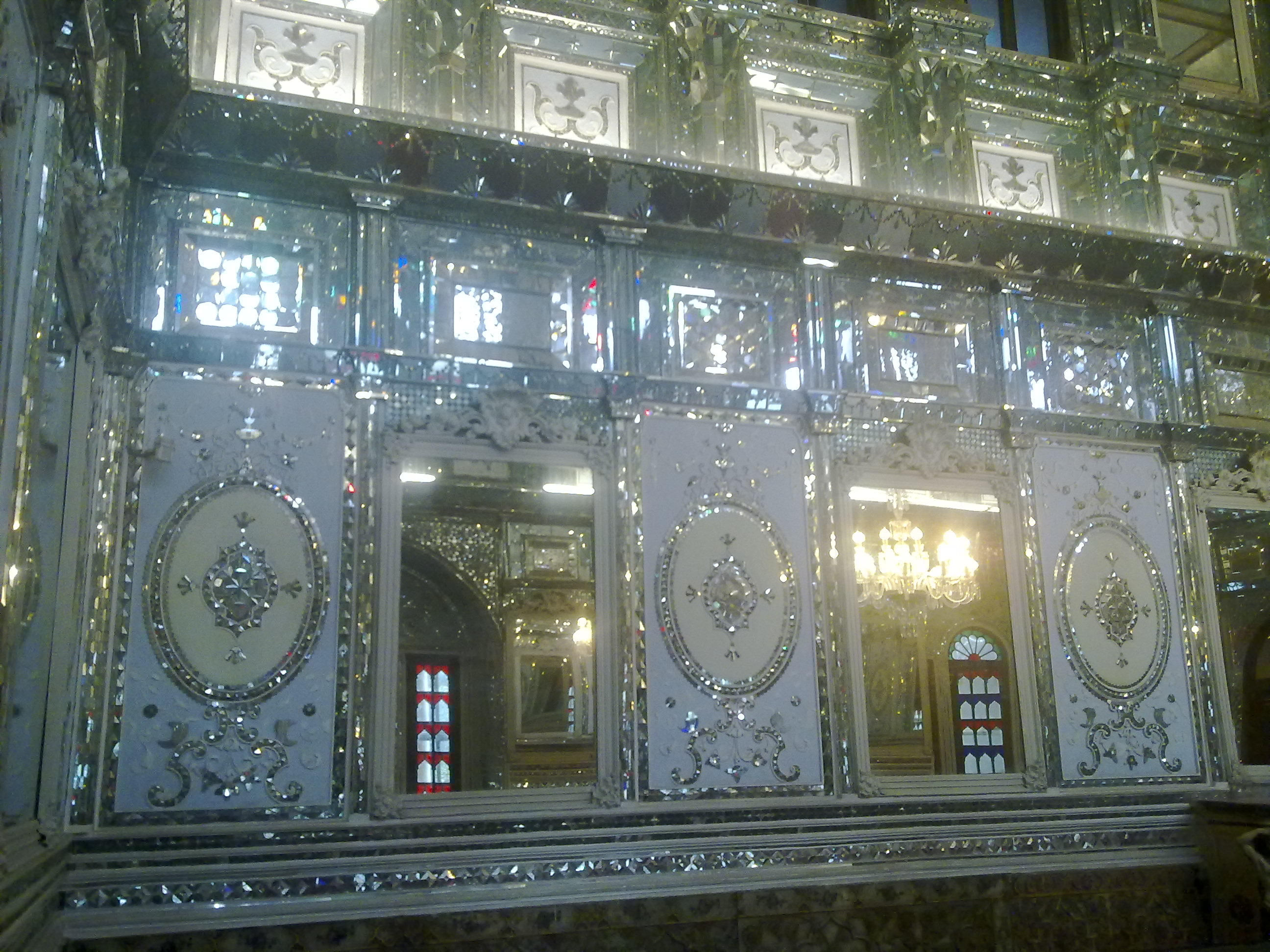
Um modo de exibição de mirrorings
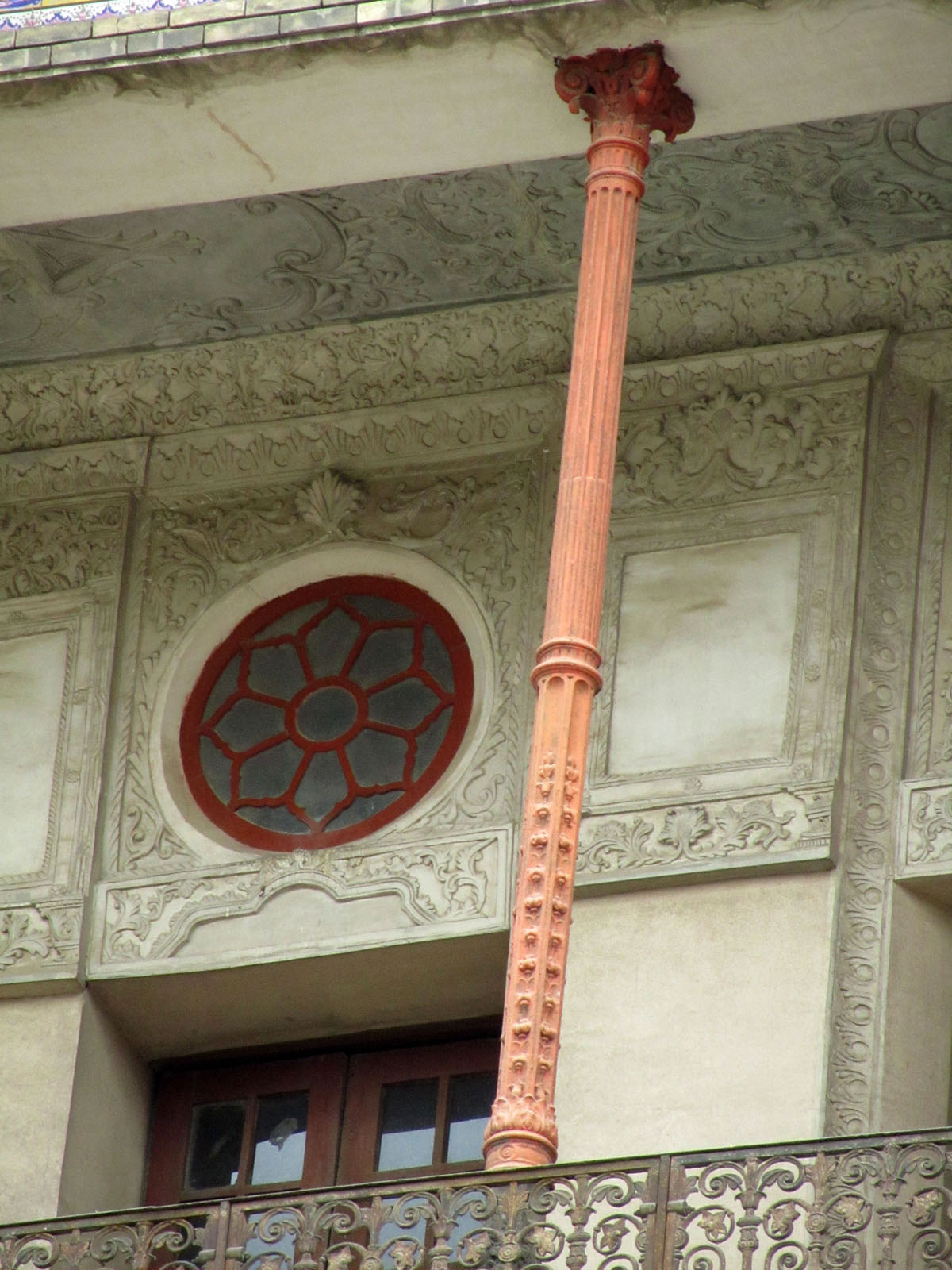
Um colomn
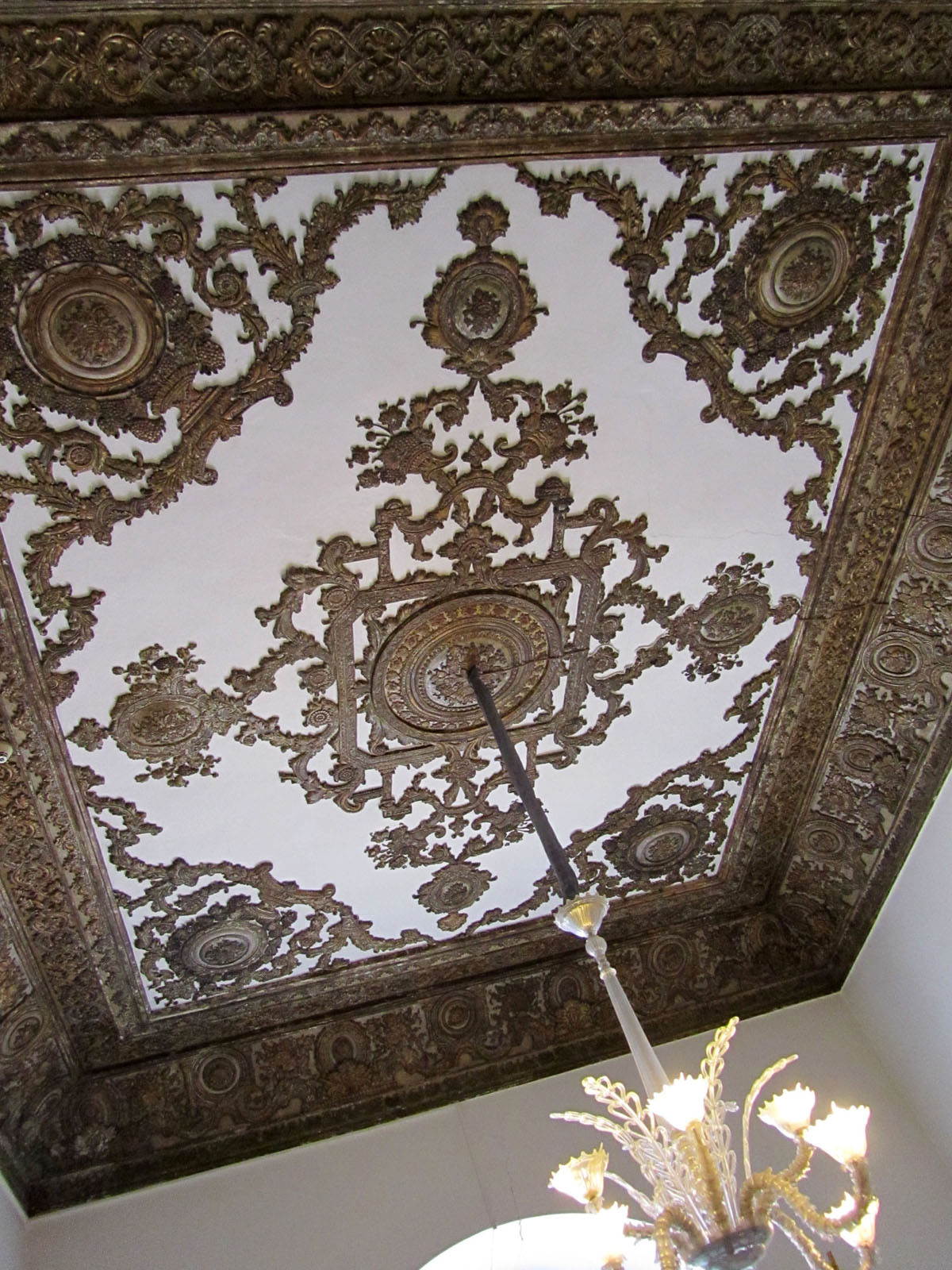
O teto em smallrooms